# فريتز أور
فريتز أور (بالألمانية: Fritz Auer) هو مهندس معماري ألماني، ولد في 24 يونيو 1933 في توبينغن في ألمانيا.